# Bałyczewo
Bałyczewo (ros. Балычево) – wieś (ros. деревня, trb. dieriewnia) w zachodniej Rosji, w sielsowiecie starkowskim rejonu oktiabrskiego w obwodzie kurskim.

## Geografia
Miejscowość położona jest nad ruczajem Rogozna (prawy dopływ rzeki Suchaja Rogozna w dorzeczu Rogozny), 6 km od centrum administracyjnego sielsowietu (Starkowo), 19 km na północny zachód od centrum administracyjnego rejonu (Priamicyno), 23 km na północny zachód od Kurska, 16 km od drogi magistralnej (federalnego znaczenia) M2 «Krym».
We wsi znajduje się 11 posesji.
Klimat
Miejscowość, jak i cały rejon, znajduje się w strefie klimatu kontynentalnego z łagodnym ciepłym latem i równomiernie rozłożonymi opadami rocznymi (Dfb w klasyfikacji klimatów Köppena).

## Demografia
W 2010 r. wieś nie była zamieszkana.